# Mairie-école
Une mairie-école est un bâtiment abritant à la fois la mairie et une école primaire. De très nombreuses petites communes françaises s'en dotent à partir de la deuxième moitié du XIXe siècle. Ces mairies-écoles existent dans toutes les régions et sont souvent remarquables par leur architecture.

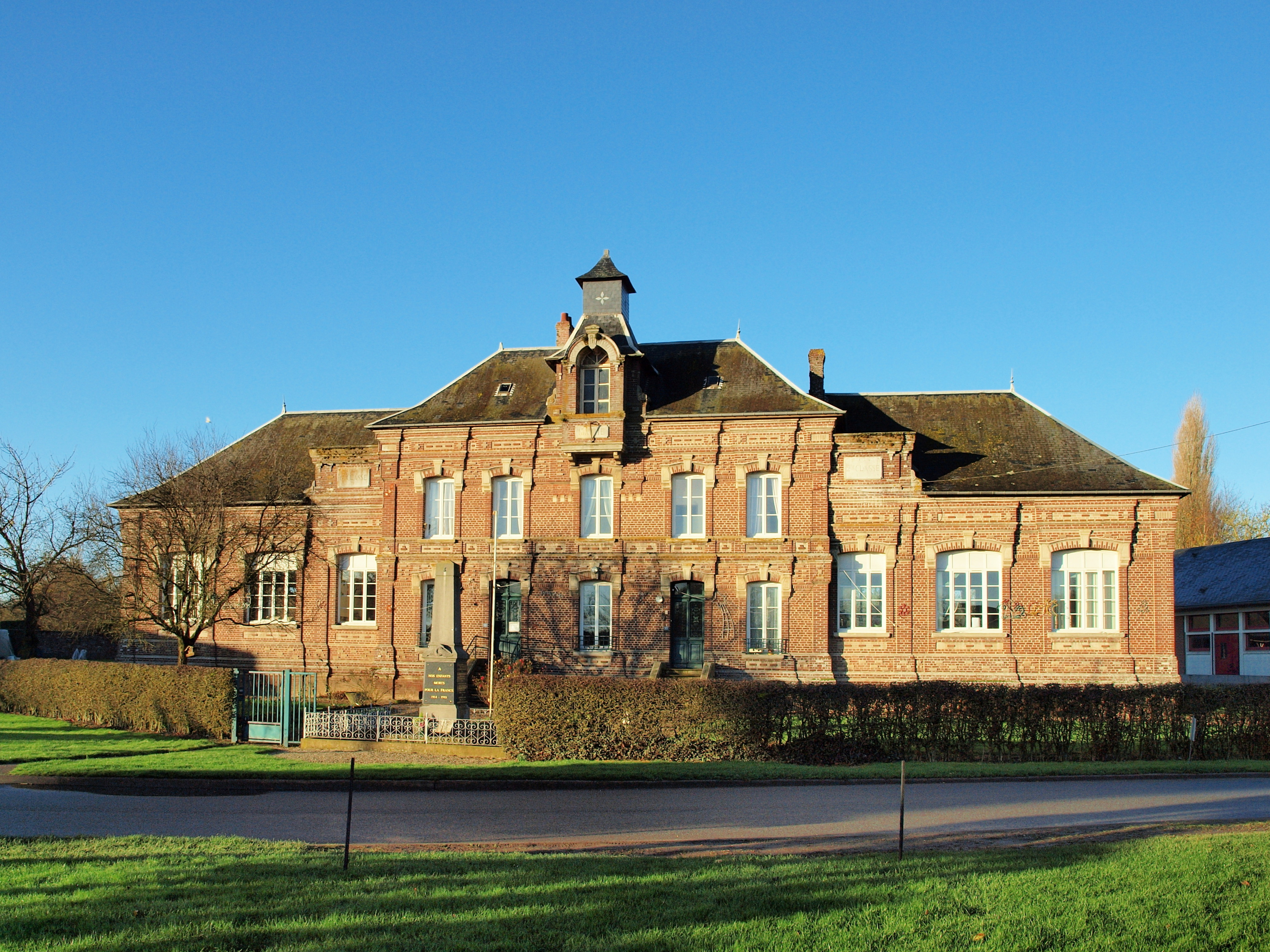
Mairie-école d'Illois (Seine-Maritime).

Même si, à la suite des regroupements d'écoles réalisés par l'Éducation nationale, elles ont pour la plupart d'entre elles perdu toute activité liée à l'enseignement, elles sont un témoignage encore très visible de l'implication des communes, même les plus modestes, dans l'effort d'alphabétisation et d'instruction qui a marqué la France entre les années 1820 et la Première Guerre mondiale.

## Histoire
L'apparition des mairies-écoles est une conséquence de plusieurs lois votées au XIXe siècle.
La loi du 28 juin 1833, dite Loi Guizot  impose à toutes les communes d'avoir une école primaire, si nécessaire partagée avec des communes voisines.
La loi du 15 mars 1850, dite Loi Falloux, leur enjoint  d'entretenir une ou plusieurs écoles primaires (art. 36), de pourvoir aux dépenses de l'enseignement primaire (art. 40), de fournir un local professionnel et un logement aux instituteurs (art 37), et encourage la séparation des filles et des garçons à l'école primaire (art. 15, 51, 52). Et les communes de plus de 800 habitants (seuil abaissé à 500 habitants par la loi Duruy de 1867) ont l'obligation d'avoir  au moins une école primaire pour les filles (art. 51).
La loi du 16 juin 1881, dite Loi Ferry établit (art. 1) la gratuité de l'enseignement primaire.
La loi municipale du 5 avril 1884  impose aux communes d'entretenir un hôtel de ville (art. 136-1), que celui-ci soit propriété de la commune ou loué par celle-ci, et rappelle l'obligation faite aux communes de pourvoir aux dépenses relatives à l'instruction publique (art. 136-9).
Le déploiement des mairies-écoles participe à la forte croissance des écoles primaires en France :  de 42 000  en 1832, leur nombre bondit à  68 000 en 1863 . Cette multiplication des écoles accompagne et rend possible la forte progression de la scolarisation des enfants français en primaire : entre 1829 et 1901 le nombre des enfants scolarisés est multiplié par 4 pour atteindre près de 5,5 millions.
Tous les départements français ont alors un taux de scolarisation très élevé, y compris les plus ruraux qui sont les plus grands bénéficiaires de cette multiplication du nombre d'écoles.

## Architecture

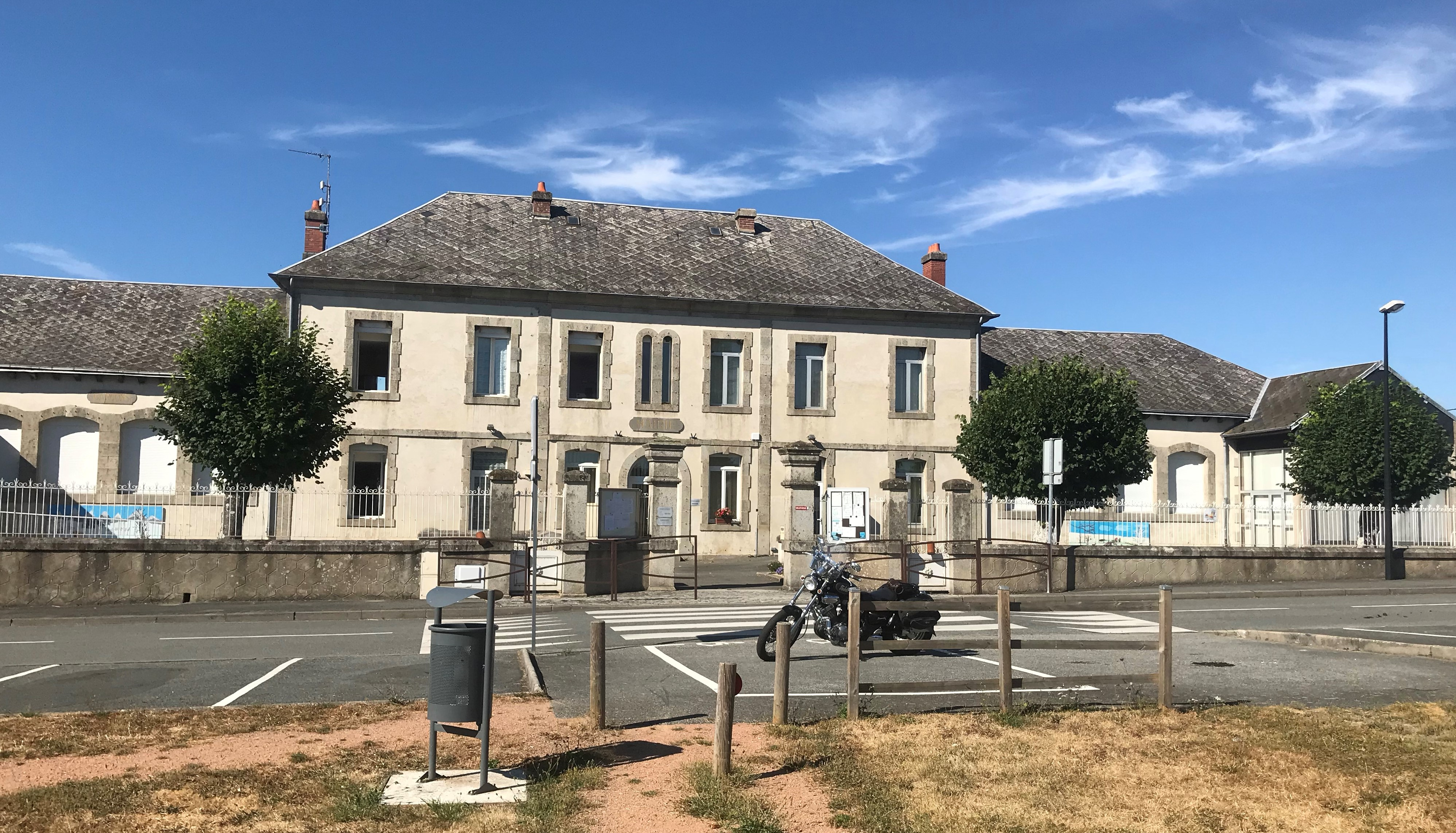
Mairie-école de Saint-Laurent (Creuse).

L'application de ces lois va conduire à l'apparition de bâtiments communaux qui, s'ils présentent de multiples différences, visent tous à remplir les responsabilités communales : avoir un hôtel de ville, une école pour les garçons et une pour les filles pouvant accueillir tous les enfants en âge d'être scolarisés, et enfin loger l'instituteur.
Les projets de tels bâtiments sont soumis à l'approbation préalable et au contrôle après réalisation des pouvoirs publics (ministre, préfet, commissions nationales puis, plus tard, départementales) qui édictent de très nombreuses règles.
Ainsi, par exemple, une circulaire ministérielle du 30 juillet 1858 précise que l'école doit être « simple et modeste », située « dans un lieu central, aéré et facile d'accès », disposer « d'une cour fermée ou d'un préau », et avoir « 1 mètre carré par élève ». 
Des architectes tels qu'Auguste Bouillon ou Félix Narjoux ainsi que le Conseil des Bâtiments publics éditent tout au long du 19e siècle des plans-types et des descriptions de  bâtiments déjà construits visant à inspirer les projets d'édifices publics (notamment des mairies et des écoles), ainsi que des recommandations concernant les techniques de conception et de construction, ou encore le choix des matériaux à utiliser pour un résultat de qualité et en harmonie avec l'environnement du projet.
Une disposition type  illustre littéralement les intentions du législateur : le bâtiment mairie-école est constitué d'un corps central, réservé à la fonction d'hôtel de ville et au logement de l'instituteur, flanqué de deux ailes abritant l'une, l'école des garçons, l'autre celle des filles. D'autres choix architecturaux sont cependant possibles et selon la taille (et les moyens financiers) de la commune, cet ensemble est plus ou moins grand, disposé sur un ou plusieurs étages et décoré de façon plus ou moins raffinée. Le même bâtiment peut en outre abriter le tribunal local ou le bureau de poste.

## Secrétaire de mairie et instituteur

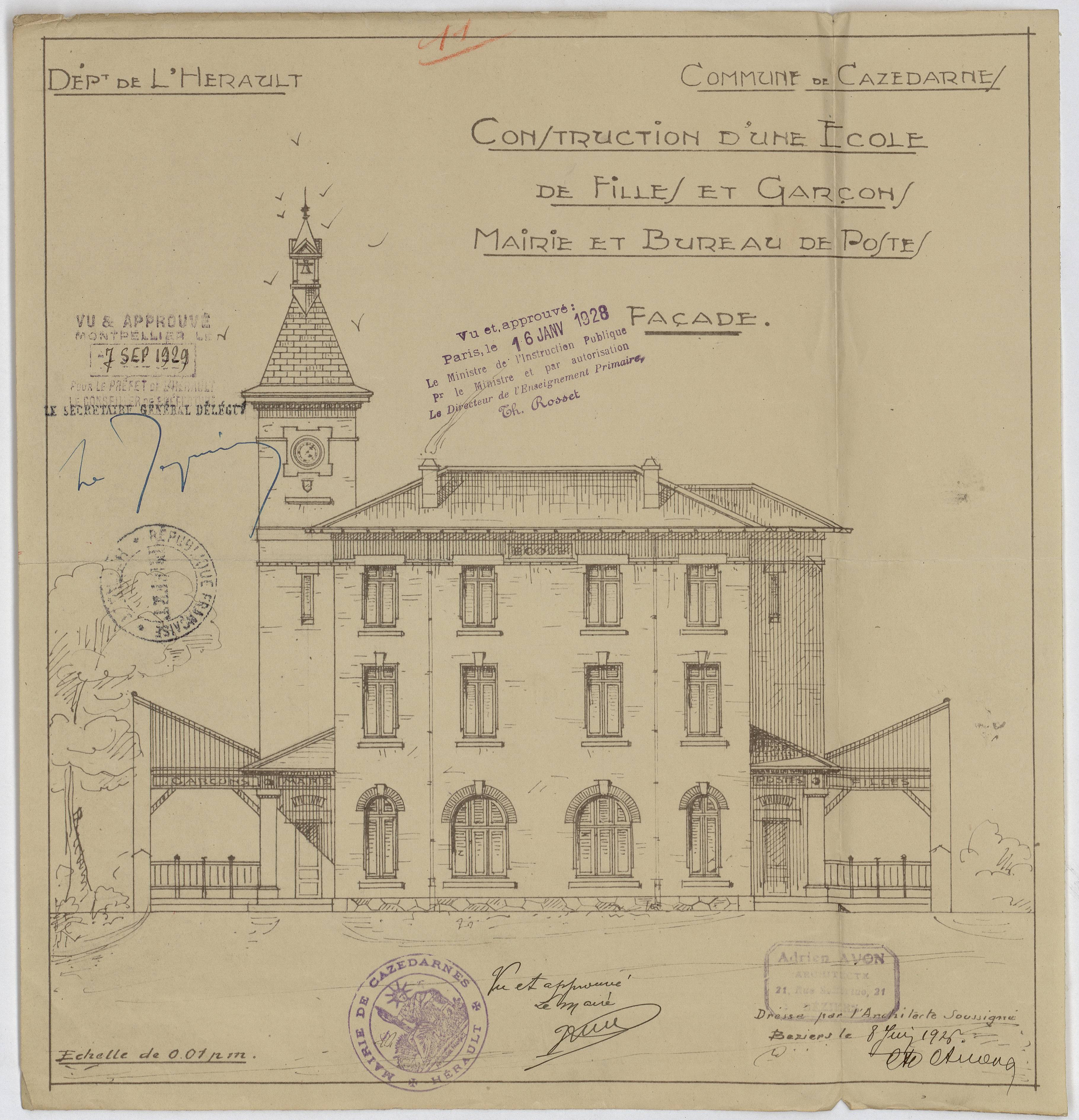
Plan d'une mairie-école-poste à Cazedarnes (Hérault), 1928.

En regroupant ainsi mairie, école et logement de l'instituteur, la commune optimise les coûts de construction et d'entretien. Elle y trouve en outre un avantage supplémentaire.
L'instituteur est en effet très souvent secrétaire de mairie. En 1911, c'est le cas dans plus de 60 % des communes : il y a alors environ 24 000 secrétaires de mairie-instituteurs ou SMI en France. Les SMI exerceront au 19e et au 20e siècle une très forte influence dans les petites communes et les départements ruraux, notamment au travers de leur syndicat.

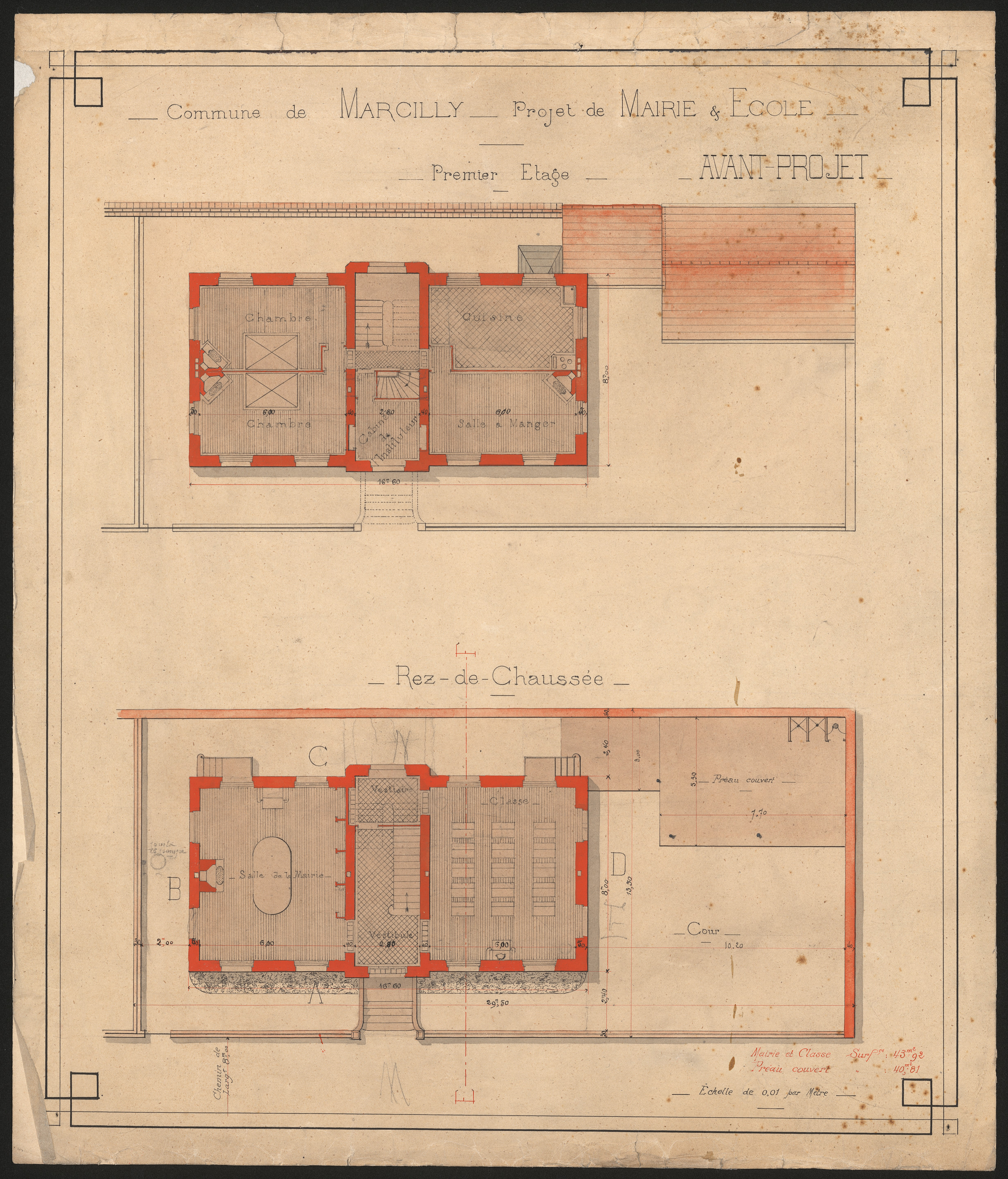
Plan de la mairie-école de Marcilly d'Azergues (Rhône), 1903.

Cette possibilité est explicitement prévue, et même encouragée, par la loi Goblet de 1886 (art. 25). Elle offre à l'instituteur un revenu complémentaire, qui, même s'il est modeste, est très utile pour compléter ses émoluments de base. Et l'instituteur, qui habite et enseigne sur place, assure donc aussi, de fait, une permanence à la mairie.
La mairie-école a aujourd'hui, dans beaucoup de villages, perdu son rôle d'école : en un siècle, malgré l'augmentation du nombre d'élèves, le nombre d'écoles primaires a fortement diminué : de 68 580 en 1906-1907, il passe à 32 237 en 2012, sans compter le privé.
Dans de nombreuses petites communes rurales, la mairie-école est le témoin de l'implication forte de ces communes dans l'essor de l'éducation pour tous en France au XIXe et au début du XXe siècle.